# Fort Lesley J. McNair
Fort Lesley J. McNair è una base dell'esercito degli Stati Uniti situata a Washington nel punto di incontro dei fiumi Potomac e Anacostia. Ha servito l'esercito per oltre duecento anni, diventando il più antico istituto militare dopo West Point e Carlisle.
L'area militare risale al 1791 e misura 110.000 m², essendo stata considerata nella pianificazione della città di Washington come il principale punto di difesa della capitale federale. Oggi sul sito si trova la National Defense University, che raccoglie un numero significativo di istituzioni legate alla comunità di difesa del paese, tra cui il National War College degli Stati Uniti d'America.
A Fort Lesley J. McNair, il 7 luglio 1865, quattro cospiratori accusati di aver complottato l'attentato al presidente Abraham Lincoln furono giustiziati, tra cui Mary Surratt, la prima donna giustiziata ai sensi della legge federale. Ad oggi la base Joint Base Myer-Henderson Hall, insieme alla base Henderson Hall e Fort Myer.